# Sclerocactus nyensis
Sclerocactus nyensis är en kaktusväxtart som beskrevs av Fritz Hochstätter. Sclerocactus nyensis ingår i släktet Sclerocactus och familjen kaktusväxter. Inga underarter finns listade i Catalogue of Life.

## Bildgalleri

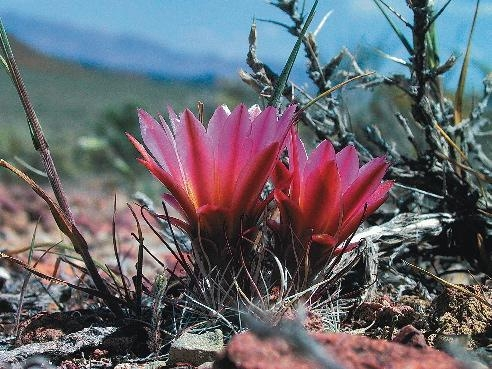
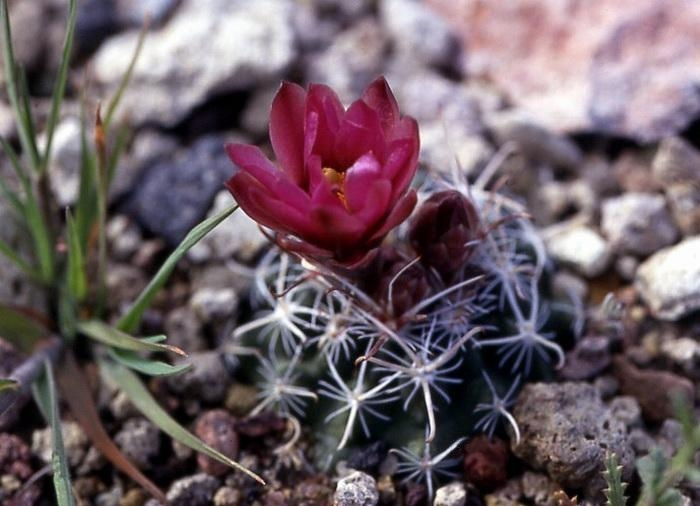
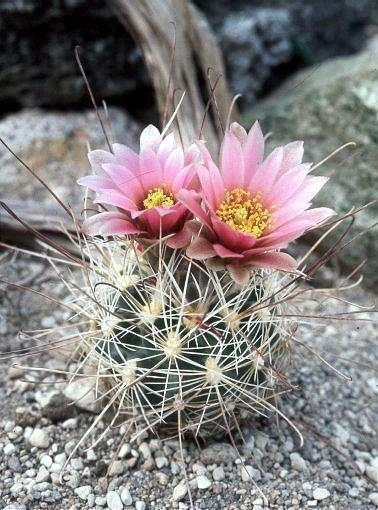
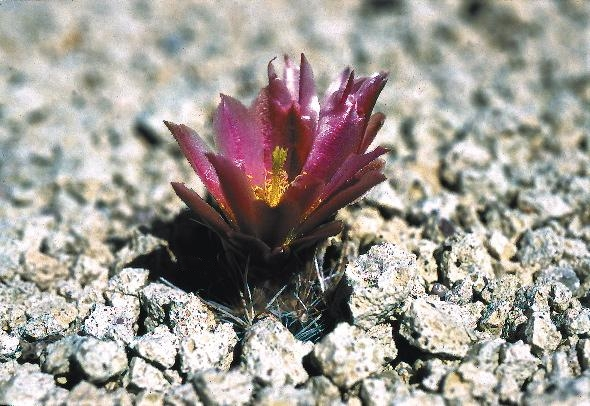
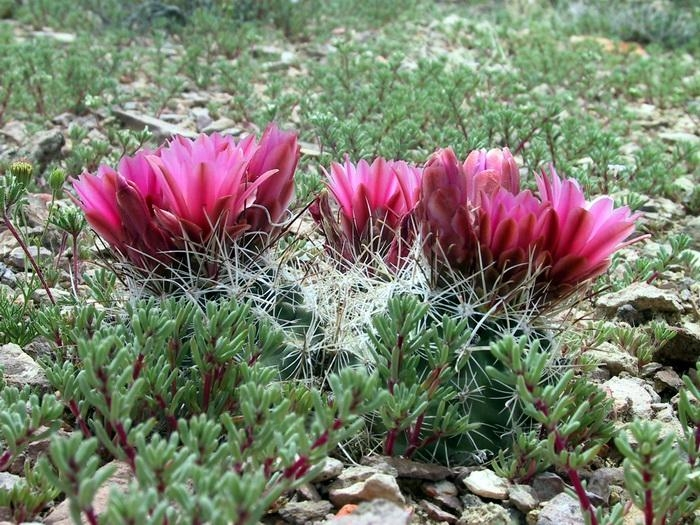